# 컬러 아웃 오브 스페이스
《컬러 아웃 오브 스페이스》(영어: Color Out of Space)는 미국에서 제작된 리처드 스탠리 감독의 2019년 공포 SF 영화이다. H. P. 러브크래프트가 1927년에 발표한 단편 소설 "우주에서 온 색채"(The Colour Out of Space)가 원작이다. 니컬러스 케이지 등이 주연으로 출연하고 대니얼 노아 등이 제작에 참여하였다.
리처드 스탠리가 영화 《닥터 모로의 DNA》(1996) 연출 중에 해고된 후 처음 찍은 장편 영화 연출 복귀작이다. 스탠리는 2020년 인터뷰에서 "던위치의 공포"(The Dunwich Horror) 등 러브크래프트의 다른 작품들을 원작으로 하는 영화들을 이어 찍어 삼부작으로 완성하고 싶다는 포부를 밝힌 적이 있다.

## 출연

### 주연
- 니컬러스 케이지 - 네이선 가드너 역
- 조엘리 리처드슨
- 코리안카 킬처

### 조연
- 토미 총
- 매들린 아서
- 줄리언 힐리어드
- 엘리엇 나이트
- 브렌던 마이어

## 기타 제작진
- 배역: 대니엘 오피에로, 엠버 혼
- 미술: 케이티 바이런
- 시각 효과: 호아킨 구티에레스